# Poriadie
Poriadie es un municipio situado en el distrito de Myjava, en la región de Trenčín, Eslovaquia. Tiene una población estimada, en julio de 2024, de 706 habitantes.

## Demografía
| Año        | 1994 | 2004    | 2014    | 2024    |
| ---------- | ---- | ------- | ------- | ------- |
| Población  | 718  | 695     | 705     | 703     |
| Diferencia |      | −3,20 % | +1,43 % | −0,28 % |

| Año        | 2023 | 2024    |
| ---------- | ---- | ------- |
| Población  | 713  | 703     |
| Diferencia |      | −1,40 % |